# Брескану, Василе Кириллович
Васи́ле Кири́ллович Бреска́ну (20 июля 1940, с. Готешть, Румыния — 3 января 2010, Кишинёв, Молдавия) — советский и молдавский актёр театра и кино, кинорежиссёр. Мастер искусств Молдавии (1991).

## Биография
Василе Кириллович Брескану родился 20 июля 1940 года в селе Готешть (Бессарабия в составе Румынии).
В 1956 году окончил педагогическое училище. С 1957 по 1958 год работал учителем в селе Лингура Кантемирского района. Позже перебрался в Каушаны, где работал журналистом. Там же он начал свою творческую работу в местном любительском театре.
С 1959 по 1963 год обучался на актёрском факультете Кишинёвского института искусств, по окончания которого играл в кишинёвском театре «Лучафарул».
В 1965 году поступил на режиссёрский факультет ВГИКа (мастерская М. Ромма), который окончил в 1970 году.

## Фильмография

### Актёрские работы
- 1964 — «Последняя ночь в раю» — эпизод
- 1965 — «При попытке к бегству» — Штефан Бребу
- 1966 — «Туннель» — сержант Петреску
- 1969 — «Свадьба во дворце» — Маноле
- 1970 — «Взрыв замедленного действия» — Валентин
- 1975 — «Никушор из племени ТВ» — отец Никушора
- 1975 — «Конь, ружьё и вольный ветер» — Константин
- 1976 — «Не верь крику ночной птицы» — Василе Кэрунту
- 1979 — «Эмиссар заграничного центра» — Сергей Марин
- 1989 — «Вдвоём на грани времени»

### Режиссёрские работы
- 1972 — «Последний форт»[2];
- 1972 — «Мальчишки — народ хороший»[3];
- 1974 — «Все улики против него»[4];
- 1976 — «Фаворит»;
- 1979 — «Эмиссар заграничного центра»;
- 1981 — «Ошибка Тони Вендиса»;
- 1985 — «О возвращении забыть»;
- 1986 — «Одинокий автобус под дождём»;
- 1987 — «Деревянная пушка»[5].